# مؤسسة الإسكان الباكستانية
مؤسسة الإسكان الباكستانية (موَسسہ پی ایچ اے)(الأردية: پاکستان موَسسہَ اختیاریہ برائے اقامت کاری ) هي هيئة حكومية مقرها في إسلام آباد، باكستان، ولها مكاتب في لاهور وكراتشي، و تتحكم المؤسسة و تساعد في بناء المساكن و المجتمعات العمرانية على الطرق الحديثة و تأسست في 18 مايو 1999 لتحسين الإسكان في باكستان و هي تتبع وزارة الإسكان في باكستان.

## روابط خارجية
- الموقع الرسمي